# Élection présidentielle togolaise de 1963
L'élection présidentielle togolaise de 1961 a lieu au Togo le 5 mai 1963. Nicolas Grunitzky, ancien premier ministre de 1956 à 1958 et dirigeant du Mouvement populaire togolais se présente sans opposition et obtient sans surprise l'intégralité des suffrages. 
La coalition d'union et de réconciliation nationale qui réunit son parti ainsi que le Parti de l'unité togolaise, le Mouvement de Jeunesse Togolaise, l'Union Démocratique des Populations Togolaises (née de la fusion de l'Union des Chefs et des Populations du Nord avec le Parti togolais du progrès ) et le Mouvement populaire togolais l'emporte aux élections législatives organisées simultanément. 
Ces élections font suite au coup d'état militaire organisé le 13 janvier 1963 contre le président Sylvanus Olympio, qui avait remporté les élections deux ans plus tôt avant d'organiser de facto un régime à parti unique. Olympio trouve la mort lors du coup d'état tandis que les militaires, menés par Étienne Gnassingbé, appellent au pouvoir les dirigeants de l'opposition en exil au Bénin voisin, qu'ils garderont sous contrôle jusqu'au second coup d'état de Gnassingbé en 1967,

## Résultats
| Candidat                  | Candidat                  | Parti                     | Voix    | %     |  |
| ------------------------- | ------------------------- | ------------------------- | ------- | ----- |  |
|                           | Nicolas Grunitzky         | MPT                       | 568 893 | 100   |  |
|                           |                           |                           |         |       |  |
| Votes valides             | Votes valides             | Votes valides             | 568 893 | 97,70 |  |
| Votes blancs et invalides | Votes blancs et invalides | Votes blancs et invalides | 13 416  | 2,30  |  |
| Total                     | Total                     | Total                     | 582 309 | 100   |  |
| Abstention                | Abstention                | Abstention                | 57 215  | 8,95  |  |
| Inscrits / participation  | Inscrits / participation  | Inscrits / participation  | 639 524 | 91,05 |  |